# Oktiabrski (Leningràdskaia)
Oktiabrski - Октябрьский (rus) és un possiólok del krai de Krasnodar, a Rússia. Es troba a la vora del Zubova, afluent del Miguta. És a 19 km al sud-oest de Leningràdskaia i a 131 km al nord de Krasnodar. Pertanyen a aquest possiólok els possiolki de Blijni i Izobilni; i els khútors de Beriózanski i Rekonstruktor.